# Оркидландс Естејтс (Хаваји)
Оркидландс Естејтс (енгл. Orchidlands Estates) насељено је место за статистичке потребе у америчкој савезној држави Хаваји. По попису становништва из 2010. у њему је живело 2.815 становника.

## Демографија
Према попису становништва из 2010. у граду је живело 2.815 становника, што је 1.084 (62,6%) становника више него 2000. године.
| Група             | 2000.       | 2010.       |
| Белци             | 604 (34,9%) | 835 (29,7%) |
| Афроамериканци    | 14 (0,8%)   | 23 (0,8%)   |
| Азијати           | 352 (20,3%) | 612 (21,7%) |
| Хиспаноамериканци | 193 (11,1%) | 413 (14,7%) |
| Укупно            | 1.731       | 2.815       |